# Лента (мережа магазинів)
«Лента» — російська мережа гіпермаркетів. Управляється компанією «Lenta Ltd». Штаб-квартира знаходиться в Санкт-Петербурзі.

## Діяльність
У торгову мережу за станом на кінець червня 2016 року входить 147 гіпермаркетів і 42 супермаркетів в 62 містах Росії. 17 гіпермаркетів мережі розташовано в Санкт-Петербурзі; сім — в Новосибірську, п'ять в Новокузнецьку, чотири — в Омську і Тюмені; по три — в Іванові, Челябінську, Кемерово і Барнаулі; два — у Великому Новгороді, Краснодарі, Красноярську, Волгограді, Воронежі, Ульяновську, Нижньому Новгороді, Новоросійську, Ярославлі, Рязані, Тольятті, Саратові, Череповці, Бєлгороді, Пензі, Ростові-на-Дону та Нижньому Тагілі; по одному торговому комплексу знаходилося в ряді великих міст Росії, серед яких — Нижньокамськ, Новочеркаськ, Перм, Томськ, Тула, Калуга, Уфа, Мурманськ, Іркутськ та ін.
У 2013 році компанія почала відкривати магазини нового формату — супермаркети. Відкрито 22 супермаркети в Москві, Московській області, а також супермаркет в Малоярославці. В цьому ж році був відкритий перший гіпермаркет в Московській області — в Балашисі.